# Richard Whiten
Richard Whiten est un acteur américain né le 1er août 1967 à Philadelphie en Pennsylvanie.

## Filmographie

### Cinéma
- 1994 : Crooklyn : le voisin
- 1997 : Jack Frost : le deuxième chauffeur
- 1998 : Mission Scorpio One : Davis
- 2000 : Catfish in Black Bean Sauce : le policier en moto
- 2000 : Retiring Tatiana : Johnson
- 2000 : L'Enfer du devoir : le deuxième juré
- 2003 : Hot Parts : Officier Iarsen
- 2005 : The Island : Laurent le membre de l’équipage
- 2007 : Shadow Puppets : Dave
- 2010 : Pourquoi je me suis marié aussi ? : Philip
- 2013 : Thor : Le Monde des ténèbres : Kemper
- 2013 : The Love Section : un policier
- 2014 : Duels : Tony
- 2019 : Y a-t-il un Youtubeur dans l'avion ? : le père

### Télévision
- 1994 : Loïs et Clark : Les Nouvelles Aventures de Superman : le bodybuildeur (1 épisode)
- 1995 : New York Police Blues : le détective IAB (1 épisode)
- 1995 : Melrose Place : l'officier (1 épisode)
- 1995-1998 : Les Frères Wayans : Kenny et l’agent de sécurité (2 épisodes)
- 1996 : Mitch Buchannon : l'agent de sécurité (1 épisode)
- 1997 : In the House : Henry (4 épisodes)
- 1997 : Notre belle famille : le stagiaire (1 épisode)
- 1997 : Brooklyn South : le juge (1 épisode)
- 1997 : Beverly Hills : le propriétaire du studio (1 épisode)
- 1998 : For Your Love : Locksmith (1 épisode)
- 1998 : Chicago Hope : La Vie à tout prix : le premier pompier (1 épisode)
- 1998 : Le Flic de Shanghaï : un homme (1 épisode)
- 2000 : Arliss : Derrick (1 épisode)
- 2001 : Moesha : un policier (1 épisode)
- 2001-2002 : Alias : Officier Pollard et un agent de sécurité (3 épisodes)
- 2002 : Urgences : l'avocat (1 épisode)
- 2003 : JAG : un juge (1 épisode)
- 2003 : À la Maison-Blanche : Winston (1 épisode)
- 2003 : Mes plus belles années : Sergent Willis (3 épisodes)
- 2004 : Division d'élite : Officier IA (1 épisode)
- 2004 : Les Feux de l'amour : Eddie Praether
- 2005 : Joey : Jack (1 épisode)
- 2005 : NCIS : Enquêtes spéciales : Lieutenant Jody Hampton (1 épisode)
- 2005-2006 : Zoé : M. Kirby (3 épisodes)
- 2005-2007 : La Guerre à la maison : Omar (5 épisodes)
- 2006 : Stargate SG-1 : Bo'rel (1 épisode)
- 2006 : 7 à la maison : Manny (1 épisode)
- 2007 : La Vie de palace de Zack et Cody : l'agent de sécurité (1 épisode)
- 2007-2009 : Des jours et des vies : Commandant Flynn (4 épisodes)
- 2009-2010 : Meet the Browns : Dr Troy Crane (7 épisodes)
- 2010-2012 : Mon oncle Charlie : Sergent Preston et Officier Bryant (2 épisodes)
- 2011-2012 : La Loi selon Harry : Capitaine Wayne Peterson (2 épisodes)
- 2012 : Sketchy : Agent Morris (1 épisode)
- 2012-2015 : Austin et Ally : Jimmy Starr (17 épisodes)
- 2015 : Workaholics : Will (1 épisode)
- 2015 : Baby Daddy : Dr Davis (1 épisode)
- 2015 : Scorpion : le colonel (1 épisode)
- 2016 : Grandfathered : Lloyd (1 épisode)
- 2016 : Flaked : Mike (1 épisode)
- 2016 : Bienvenue chez les Huang : Dr Hokanson et Dr Preston (2 épisodes)
- 2016 : Castle : Officier du D.O.C. (1 épisode)
- 2016 : Rush Hour : Mike Beaubian (1 épisode)
- 2017 : Les Pires Profs : Officier Davis (1 épisode)
- 2017 : Papa a un plan : Officier Tompkins (1 épisode)
- 2018 : Marvel : Les Agents du SHIELD : Gedrick (1 épisode)
- 2018 :  Very Bad Nanny : un étudiant de Yale (1 épisode)
- 2018 : The Haves and the Have Nots : Larry (2 épisodes)
- 2018 : Superior Donuts : Jeffrey St. Clair (1 épisode)
- 2018 : L'Arme fatale : Chef Flores (1 épisode)
- 2019 : What/If : Jack Dalton (2 épisodes)
- 2019 : The Morning Show : Paul (1 épisode)

### Jeu vidéo
- 2002 : 007: Nightfire : Armitage Rook